# Kathleen Kennedy
Kathleen Kennedy (Berkeley, 1953. június 5. –) amerikai filmproducer, a Lucasfilm elnöke, az Amblin Entertainment egyik alapítója. Első produceri munkája az E. T., a földönkívüli című sci-fi volt 1982-ben, Steven Spielberggel közösen, akivel később együtt dolgozott a Jurassic Park (1993) és annak folytatása, Az elveszett világ (1997) című filmeken, melyek az 1990-es évek tíz legmagasabb bevételű filmjei között szerepelnek. 2012. október 30. óta ő a Lucasfilm elnöke, miután a The Walt Disney Company 4,2 milliárd dollárért felvásárolta a céget. 2018-ban neki ítélték az Irving G. Thalberg-emlékdíjat.
Kennedy ezidáig több, mint 60 film elkészítésében vett részt, amelyek világszerte több mint 11 milliárd dolláros bevételt hoztak. A filmtörténet ötven legnagyobb bevételt hozó filmje közül öt fűződik a nevéhez. Nyolc alkalommal jelölték Oscar-díjra a legjobb film kategóriában, ezzel ő kapta a harmadik legtöbb jelölést Spielberg és Scott Rudin után. Mint producer Kevin Feige és Spielberg mögött a harmadik helyen áll az amerikai belföldi jegybevételek tekintetében, 2020-ban több mint 7,5 milliárd dollárral.

## Élete
Kennedy a kaliforniai Berkeley-ben született Dione Marie „Dede” (született Dousseau), egykori színésznő és Donald R. Kennedy bíró és ügyvéd gyermekeként. Két testvére van. Ikertestvére, Connie, aki korábban rendőr volt a kanadai Brit Columbiában, a Profile Studios produkciós cég vezető producere, a másik nővére Dana Middleton-Silberstein, televíziós műsorvezető, valamint Gary Locke, Washington állam egykori kormányzójának volt sajtótitkára.
Kennedy 1971-ben érettségizett a kaliforniai Reddingben található Shasta High Schoolban. Tanulmányait a San Diegó-i Állami Egyetemen folytatta, ahol távközlés és film szakon végzett. Az iskola utolsó évében Kennedy a helyi San Diegó-i televíziós csatornánál, a KCST-nél (ma KNSD) kapott állást, ahol különböző pozíciókat töltött be, többek között operatőrként, videószerkesztőként, teremigazgatóként, végül pedig a hírszerkesztőség koordinátoraként is dolgozott.
A KCST-től való távozása után Los Angelesbe költözött, ahol megszerezte első filmipari állását John Milius asszisztenseként, aki egyben Steven Spielberg Meztelenek és bolondok (1979) című filmjének vezető producere is volt.

## Producerként
Miközben a film forgatása során Milius mellett dolgozott, Kennedy felkeltette a rendező, Steven Spielberg figyelmét. Spielberg felkérte Kennedyt, hogy legyen a titkára, így fokozatosan egyre nagyobb szerepet vállalt a filmkészítésben. 1981-ben Az elveszett frigyláda fosztogatói című filmnél Kennedyt már Spielberg munkatársaként tüntették fel a stáblistán, majd Tobe Hooper Poltergeist – Kopogó szellem című filmjének (1982) társproducere volt. Kennedy az E.T., a földönkívüli (1982) című kasszasikerrel kezdett produceri szerepet kapni Spielberg mellett, és a következő három évtizedben legtöbb filmjénél ugyanezt a szerepet töltötte be. 1982-ben Spielberggel és későbbi férjével, Frank Marshall-lal közösen megalapította az Amblin Entertainment produkciós céget. Ugyanebben az évben George Lucasszal és Marshall-lal közösen produceri feladatokat látott el az Indiana Jones és a végzet temploma (1984) című filmben is, és a film nyitójelenetében táncosként cameoszerepet is kapott. Az Indiana Jones-filmekben végzett munkájának köszönhetően 1985-re Hollywood egyik vezető filmproducerévé emelkedett. Az Amblin egyik vezetőjeként részt vállalt a Vissza a jövőbe trilógia elkészítésében is. Később olyan rendezőkkel dolgozott együtt, mint Martin Scorsese, Robert Zemeckis, Barry Levinson és Clint Eastwood. 1991-ben Marshall-lal megalapították a The Kennedy/Marshall Company-t, és együttműködési szerződést kötöttek Spielberg cégével, a DreamWorksszel. Folytatta üzleti kapcsolatát Spielberggel, és producere lett a Jurassic Park című sci-finek (1993), valamint vezető producere a Schindler listája című történelmi drámának (szintén 1993).
A továbbiakban is folytatta együttműködését Spielberggel, producerként közreműködve a Világok harca és a München című filmjeiben (2005). Marshall és Kennedy producerei voltak a Studio Ghibli két animációs filmjének, a Ponyo a tengerparti sziklán (2009) és az Arrietty – Elvitte a manó (2012) amerikai változatainak. Ugyancsak ő volt a producere Spielberg Lincoln című történelmi filmjének (2012), amelyet hét Golden Globe és tizenkét Oscar-díjra jelöltek.
2012 májusában kilépett a Kennedy/Marshall cégből, így Frank Marshall maradt a filmes cég egyedüli vezetője. 2012 májusában Kennedy George Lucas mellett a Lucasfilm Ltd. társelnöke lett. 2012. október 30-án, amikor Lucas eladta cégét a Disney-nek, Kennedyt elnökké léptették elő. 2018-ban szerződését, hogy a Lucasfilm elnöke maradjon, további három évvel, 2021. október 30-ig meghosszabbították.
2019-ben Kennedyt a Brit Birodalom Rendjével tüntették ki az Egyesült Királyság filmgyártásának szolgálataiért. 2019-ben bejelentették, hogy 2020-tól a BAFTA Akadémiájának tagja lesz.

## Filmográfia
| Vezető producerként - Szörnyecskék (1984) - Ifjú Sherlock Holmes és a félelem piramisa (1985) - Vissza a jövőbe (1985) - Kincsvadászok (1985) - Fandangó (1985) - Egérmese (1986) - Csoda a 8. utcában (1987) - Roger nyúl a pácban (1988) - Vissza a jövőbe II. (1989) - Drága papa (1989) - Tummy Trouble (1989) - Szörnyecskék 2. (1990) - Roller Coaster Rabbit (1990) - Vissza a jövőbe III. (1990) - Joe és a vulkán (1990) - Egérmese 2. (1991) - Cape Fear (1991) - Az idő rövid története (1991) - Függöny felǃ (1992) - Schindler listája (1993) - Négy dinó New Yorkban (1993) - Veszélyes nő (1993) - Távol, ahol az elefántok... (1993) - Trail Mix-Up (1993) - A Flintstone család (1994) - Balto (1995) - The Best of Roger Rabbit (1996) - Az elveszett világː Jurassic Park (1997) - Olympic Glory (1999) - Jelek (2002) - A fekete paripa - Az első kaland (2003) - Indiana Jones és a kristálykoponya királysága (2008) - Az utolsó léghajlító (2010) - Arrietty - Elvitte a manó (2012) - A barátságos óriás (2016) - A lány a vonaton (2016) | Producerként - E. T., a földönkívüli (1982) - Bíborszín (1985) - Pénznyelő (1986) - A Nap birodalma (1987) - Örökké (1989) - Arachnophobia – Pókiszony (1990) - Hook (1991) - Jurassic Park (1993) - Életben maradtak (1993) - Dugipénz (1994) - Indián a szekrényben (1995) - Kongó (1995) - A szív hídjai (1995) - Twister (1996) - Világtérkép (1999) - Hó hull a cédrusra (1999) - Hatodik érzék (1999) - Jurassic Park III. (2001) - A.I. - Mesterséges értelem (2001) - Vágta (2003) - München (2005) - Világok harca (2005) - Szkafander és pillangó (2007) - Benjamin Button különös élete (2008) - Azután (2010) - Tintin kalandjai (2011) - Hadak útján (2011) - Lincoln (2012) - Star Wars VII. rész – Az ébredő Erő (2015) - Zsivány Egyes – Egy Star Wars-történet (2016) - Star Wars VIII. rész – Az utolsó jedik (2017) - Solo: Egy Star Wars-történet (2018) - Star Wars IX. rész – Skywalker kora (2019) - Indiana Jones és a sors tárcsája (2023) |

#### Társproducerként
- Az elveszett frigyláda fosztogatói (1981)
- Poltergeist (1982)
- Homályzóna (1983)
- Indiana Jones és a végzet temploma (1984)
- Indiana Jones és az utolsó kereszteslovag (1989)
- Persepolis (2007)